# Mobilidade mista
Mobilidade mista é um termo utilizado para descrever um conceito educativo que combina mobilidade acadêmica presencial, mobilidade virtual e aprendizagem mista. Tem como principal objetivo promover a empregabilidade dos estudantes do ensino superior. Desde 2009 tem vindo a evoluir de mobilidade virtual ,     mantendo o valor internacional da mobilidade acadêmica , mas proporcionando simultaneamente uma resposta concreta a possíveis barreiras relacionadas com aspetos familiares, financeiros, psicológicos e sociais que iniba a mobilidade física/presencial.  
A mobilidade virtual integrante da mobilidade mista é maioritariamente apoiada na utilização das tecnologias de informação e de comunicação (por exemplo Skype , Adobe Connect , Slack , Hangout do Google , Trello ) para manter o contacto com os/as professores/as e/ou estudantes que estejam em locais a distâncias diversas. Á mobilidade física/presencial é caracteristicamente de curta duração, podendo variar entre 2 a 14 dias. Podem existir vários períodos de mobilidade de curta duração. Os períodos de mobilidade de física de curta duração permitem que os participantes se concentrem apenas no projeto durante esse curto período de tempo, o que é habitualmente mais difícil no ambiente do dia-a-dia local. 
Exemplos de experiências com o formato de mobilidade mista podem ser encontrados já em 2009.  Este projeto proporcionou a criação de um ambiente propício ao desenvolvimento das competências transversais dos estudantes, tais como trabalho em equipa e competências de comunicação, num cenário internacional através de um paradigma de ensino inovador potenciador à melhoria destas competências sem, no entanto, implicar custos exagerados ou alterações a nível do programa curricular. 
O paradigma de mobilidade mista pode ser conduzido de várias formas.   
A mobilidade combinada também é vista e reconhecida pela  Comissão Europeia como preparação para a mobilidade física a longo prazo ou como complemento de programas regulares de estudo. 
No Plano de Ação para a Literacia Digital da Comissão Europeia (janeiro de 2018), afirma-se que a mobilidade mista será objeto de promoção com novas oportunidades no Erasmus+ para apoiar a aprendizagem quer online, quer presencial a nível do intercâmbio de estudantes em diferentes países. 

## Definição
Mobilidade mista (Blended mobility), consiste num conceito de ensino que combina a mobilidade virtual, através da utilização das tecnologias de informação e de comunicação (TIC), e a mobilidade física/presencial de curta duração.  
O objetivo desta metodologia consiste em alcançar benefícios similares aos que a mobilidade física proporciona, mas com menos constrangimentos ou barreiras. 

## Iniciativas de mobilidade combinada
- Projeto Being Mobile
- Europe Now : plataforma web para os estudantes e alumni, a nível da Europa, em mobilidade ao abrigo de um número alargado de programas de intercâmbio europeus [11]
- EUVIP : Postos de Estágio Virtuais Empresa-Universidade
- Mobi-Blog : A plataforma Weblog europeia para estudantes em mobilidade
- Move-IT : Seminários de Promoção ao Acompanhamento Virtual para Estudantes em Mobilidade
- PROVIP : Promoção da Mobilidade Virtual a Nível de Postos de Estágio
- VITORIOSO : Currículos Virtuais Através de Sistemas Universitários Interoperáveis de Confiança
- VM-BASE : Mobilidade Virtual Antes e Após os Períodos de Intercâmbio dos Estudantes
- MUTW : Multinational Undergraduate Team Work  [12]
- AdriArt : Advancing Digital and Regional Interactions in Art Teaching [13]
- B-AIM : Blended Academic International Mobility [14]

## Vantagens
- desenvolvimento de competências sociais
- aquisição de competências macias
- desenvolvimento de competências de organização
- aprendizagem sobre utilização de ferramentas de comunicação online
- compatibilidade com as atividades regulares no país de origem
- oportunidade para integrar uma equipa de estudantes internacionais e de áreas distintas
- oportunidade para integrar o desenvolvimento de um projeto ou de uma prova-de-conceito definido/s por uma empresa, resultando em projetos reais e inovadores
- contacto com culturas diferentes e similares
- prática ativa de outras línguas para além da língua-mãe
- possibilidade de mais fácil integração no currículo de instituições de ensino
- oferta de oportunidades a participantes com necessidades especiais (por exemplo, software de assistência online, tratamento médico, ...)

## Desvantagens
- maior dificuldade em comunicar de forma virtual, particularmente noutra língua que não a língua-mãe
- alternativa à mobilidade de longa duração, mas não é equivalente
- podem surgir problemas a nível de comunicação mais precoce e rapidamente
- requere disciplina
- é necessário um nível considerável de autonomia